# Королёв, Валерий Николаевич
Валерий Николаевич Королёв (род. 7 сентября 1965, Ленинград) — советский баскетболист. Центровой. Рост — 212 см.

## Биография
Выступал за «Спартак» (Ленинград) (1981—1990), Будивельник (Киев) (1990—1992).
Также играл в австрийских клубах «Санкт-Пельтен» (1994—1999, 2000—2003) и «Виенна» (1999—2000).

## Достижения
- Серебряный призёр чемпионата мира: 1990.
- Чемпион Европы среди юниоров: 1984.
- Чемпион Универсиады: 1985.
- Бронзовый призёр Игр доброй воли: 1990.
- Чемпион Украины: 1992.
- Чемпион Австрии: 1995, 1996, 1997, 1998, 1999.
- Бронзовый призёр чемпионата СССР: 1985, 1986, 1987.